# Якорь (электротехника)

Якорь бесколлекторного двигателя от компьютерного вентилятора является статором. Ротор с лопастями вентилятора — демонтирован

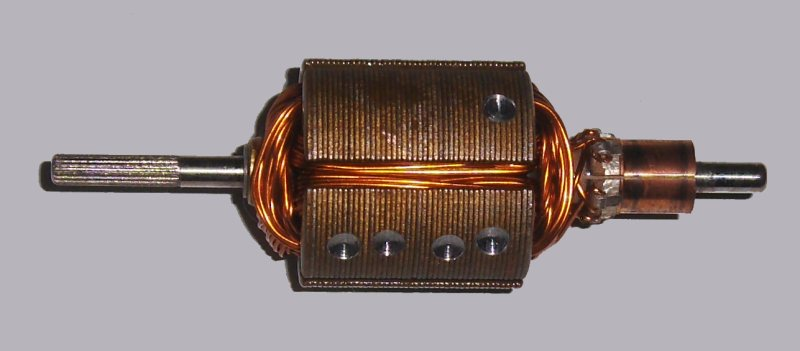
Якорь двигателя постоянного тока

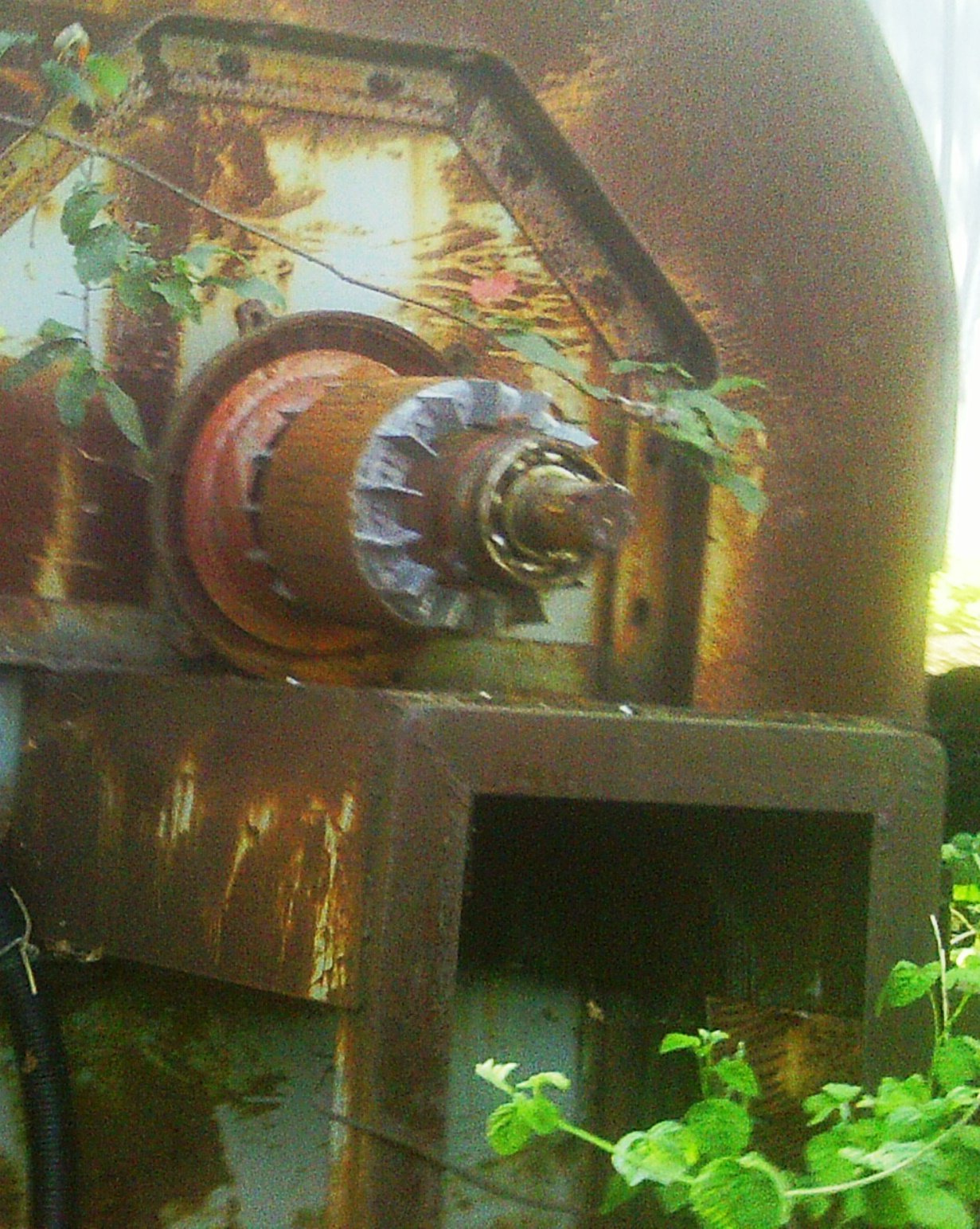
Короткозамкнутый ротор асинхронного трёхфазного двигателя. По периферии расположены вентиляционные лопатки для охлаждения обмоток

В электротехнике термин якорь обозначает компонент электрической машины с рабочей обмоткой, а также подвижную часть магнитопровода электромагнита и реле. В отношении физического перемещения части электрических машин подразделяют на подвижную (ротор) и неподвижную (статор).  ГОСТ 27471-87 (Машины электрические вращающиеся. Определения) определяет якорь как часть коллекторной машины постоянного тока или синхронной машины переменного тока, в которой индуктируется эдс и протекает ток нагрузки. В соответствии с этим, якорь вращающейся электрической машины может являться как ее ротором, так и статором. Простое, широко применяемое в практике правило, определяет якорь как обмотку машины, по которой при работе ее в режиме двигателя протекает ток сети, а при работе в режиме генератора с нее снимается напряжение. Так, в коллекторной машине постоянного тока якорем будет ротор (известны также конструкции бесколлекторных двигателей постоянного тока, где якорем является статор, см. фото), в синхронной машине переменного, в большинстве случаев, - статор (за исключением некоторых конструкций маломощных машин, где выходное напряжение снимается с ротора через щётки); применительно к асинхронным машинам термин не употребляется (в них якорем можно считать как статор, так и ротор). 
В ДПТ якорь взаимодействует другим компонентом магнитной цепи, создающим поле возбуждения. Это могут быть электромагниты или постоянные магниты. Якорь, в свою очередь, содержит проводник электрического тока, ориентированный, в первом приближении, перпендикулярно к магнитному полю и к направлению движения, вращения или линейного перемещения.
Для поиска разомкнутых, короткозамкнутых и замкнутых на корпус витков может быть использован прибор для поверки якорей (ППЯ) — трансформатор с разомкнутым магнитопроводом.